# المصارعة في الألعاب الأولمبية الصيفية 2016
من المقرر أن تعقد منافسات المصارعة في الفترة من 14 إلى 21 أغسطس في القاعة رقم 3 في مركز التدريب الأولمبي في بارا دا تيجوكا ضمن دورة الألعاب الأولمبية الصيفية 2016 في ريو دي جانيرو. وقد تم تقسيم المصارعة في تخصصين، المصارعة الحرة  والمصارعة اليونانية الرومانية،  والتي تنقسم بدورها إلى فئات أوزان مختلفة.